# Chronologie de Royan
| Présentation chronologique, par date, d'événements historiques de la ville de Royan, station balnéaire du département de la Charente-Maritime. |

## Préhistoire
- 65 millions d'années av. J.-C. : formation de l'estuaire de la Gironde.

- 8000 av. J.-C. : formation des plages des conches royannaises.

## Antiquité
- village de Roiannum

## Moyen Âge

### Haut Moyen Âge
- été 844 : les Vikings remontent la Gironde, pillant tout sur leur passage.

### XIesiècle
- entre 1050 et 1075, le prieuré Saint-Pierre est bâti à deux kilomètres au nord du bourg.

- 1092 : création du prieuré Saint-Nicolas de Mornac à proximité des marais de Pontaillac.

### XIIesiècle
- 1137 : Aliénor d'Aquitaine épouse le roi de France, Louis VII. Royan passe sous le contrôle direct du roi de France.

- 1152 : Aliénor divorce et épouse Henri Plantagenêt qui devient roi d'Angleterre en 1154. Royan passe sous contrôle anglais

### XIIIesiècle
- 20 mai 1242 : Henri III, roi d'Angleterre, débarque à Royan avec 300 chevaliers.

### XIVesiècle
- 1355 : pendant la guerre de Cent Ans, le Prince Noir, héritier du trône d'Angleterre, occupe la Saintonge.

### XVesiècle
- 1451 : Royan, en ruines, est définitivement française.

## Époque moderne
- 1501 : Charles de La Trémoille épouse Louise de Coëtivy et devient baron de Royan.

- 1592 : Henri IV érige la ville en marquisat au bénéfice de Gilbert de La Trémoille.

- 1598 : à la suite de l'édit de Nantes, Royan devient une place forte protestante.

- 1622 : pendant les rébellions huguenotes, l'armée de Louis XIII assiège Royan. La ville abdique et, le 11 mai, Louis XIII rentre dans la cité après de violents combats. Une révolte éclate peu après et le Roi fait incendier la ville, détruire la citadelle et le port. La même année, construction du couvent des Récollets.

- 1735 : le remblai du port est détruit par une tempête.

- 1737 : construction de l'actuel château de Mons.

- 1757 : construction du fort du Chay par le seigneur de Didonne.

## Époque contemporaine

### Révolution française
- 4 février 1790 : Royan devient chef-lieu de canton du département de la Charente-Inférieure.

- 12 juillet 1790 : à la suite du vote de la constitution civile du clergé, le prêtre de Royan devient réfractaire.

- 14 juillet 1790 : le serment fédératif est fêté dans l'église Saint-Pierre.

### XIXesiècle
- début XIXe siècle : plantation de pins maritimes pour fixer les dunes du futur quartier du Parc.

- 1810 : une première digue est construite pour protéger le port.

- 1816 : les bains de mer se développent à Royan.

- Entre 1816 et 1826 : pavage des rues de Royan.

- 1819 : le premier bateau à vapeur, La Garonne, accoste à Royan en provenance de Bordeaux.

- 1821 : des bateaux à vapeur à roues à aubes font un service régulier Bordeaux-Pauillac-Royan en été, et accostent à Foncillon.

- Vers 1845 : l'ingénieur des travaux maritimes Augustin Botton[1] fait envelopper la falaise de Foncillon à l'intérieur du port.

- 1847 : premier casino bâti par l'ingénieur ordinaire des ponts et chaussées Jules Lessore[2]

- 1854 : premiers éclairages publics.

- mars 1856 : pose de la première pierre de la villa Jean-Lacaze, futur hôtel du Golf, à Pontaillac.

- 1870 : édification de l'église Notre-Dame de l'Assomption à Pontaillac.

- 1872 : création du premier établissement thermal par le docteur Auguste Guillon sur les falaises de Pontaillac.

- 28 août 1875 : le premier train venant de Paris arrive à Royan.

- 1885 : premières constructions du lotissement du Parc. Inauguration du nouveau casino à Foncillon.

- 30 août 1890 : inauguration du tramway de Royan, reliant le Parc à Pontaillac.

- 1891 : édification de l'église Notre-Dame-des-Anges à Pontaillac.

- août 1895 : inauguration du plus grand casino de France, sur la Grande Conche.

### XXesiècle
- 1902 : inauguration de l'actuel casino de Pontaillac.

- 1907 : inauguration du collège Émile Zola.

- 1916 : durant la nuit du 11 novembre, le sommet du clocher de l'église Notre-Dame fut décapité par une forte tempête. Il ne fut reconstruit qu'en 1928[3].

- 1922 : Royan est classée station climatique d'été.

- 8 au 9 janvier 1924 : un raz de marée inonde une partie des rues du centre-ville. Cinq bateaux de pêche s'échouent face au grand casino.

- 1930 : implantation des studios de cinéma Émile Couzinet à Royan.

- 1939 : Picasso, fuyant Paris, s'installe à Royan et peint le Café des bains.

- 24 juin 1940 : Royan est en zone occupée. Les Allemands entrent dans la ville : la Kriegsmarine installe son quartier général dans l'ancien hôtel du Golf et la kommandantur est à Foncillon.

- juillet 1940 : premiers actes de sabotage de la résistance avec des lignes téléphoniques coupées.

- 15 août 1940 : une sentinelle du quartier général de la Kriegsmarine est assassinée.

- 1942 : les premiers blockhaus du Mur de l'Atlantique sont érigés.

- Entre 1943 et 1944, des batteries de fusées V4 sont installées à Belmont, Vaux-sur-Mer et Jaffe.

- 12 septembre 1944 : la prise de Rochefort enferme 5 000 soldats allemands dans la poche de Royan, assiégée par les Alliés.

- 4 octobre 1944 : les Alliés sont à Médis, les civils sont évacués de Royan mais 2 000 d'entre eux refusent de partir.

- 5 janvier 1945 : 354 bombardiers "Lancaster" de la Royal Air Force déversent 2 173 tonnes de bombes sur le centre-ville, détruit à 85 %. 442 Royannais et 35 Allemands trouveront la mort.

- 14 et 15 avril 1945 : des bombardiers B17 et B24 de l'USAAF (1 200 au total selon Howard Zinn) couvrent de nouveau la ville de bombes. 725 000 litres de napalm seront déversés sur la ville, pour la première fois au monde de façon massive.

- 17 avril 1945 : les premiers chars Sherman M4 du bataillon Foch pénètrent dans les ruines fumantes de Royan. Après de brefs combats, le contre-amiral Hans Michahelles se rend aux environs de 12 h 40. Royan est ainsi une des toutes dernières villes libérées de France.

- 1947 : alors que Royan est encore en ruines, le tour de France fait étape à Pontaillac.

- août 1947 : Royan sert de « laboratoire de recherche sur l'urbanisme ». Le projet d'aménagement de l'urbaniste Claude Ferret est choisi.

- 28 février 1949 : par décision ministérielle, Royan est citée à l'ordre de l'armée avec attribution de la croix de guerre avec palme.

- 1949 : construction de l'ensemble du front de mer.

- 1950 : édification de l'auditorium.

- 1952 : construction de l'église Notre-Dame-de-l'Assomption dans le quartier du Parc.

- 1953 : construction de la gare routière de la Tache verte.

- 1954 : Royan retrouve son niveau de population d'avant guerre.

- 1955 : construction du marché central.

- 1957 : inauguration du palais des congrès et du temple de Royan.

- 1958 : inauguration de l'église Notre-Dame de Royan.

- 1959 : Royan est jumelée avec Gosport (Angleterre).

- début des années 1960 : fin de la reconstruction de Royan.

- 1964 : Royan gagne la grande finale d'Intervilles.

- Entre 1964 et 1977 : la ville accueille le festival international d'art contemporain de Royan.

- Entre 1959 et 1965, l'amiral Meyer lance la construction du port de plaisance de Royan.

- 1965 : inauguration du centre audiovisuel de Royan pour l'étude des langues (CAREL).

- 1968 : création du SIVOM de la presqu'île d'Arvert de la côte de Beauté.

- 7 septembre 1972 : un tremblement de terre d'une magnitude de 5.7 provoque de légers dégâts sur la commune.

- 1982 : premier agrandissement du port de Royan. Création du mondial de billes sur sable.

- 1985 : destruction du casino de Royan, non entretenu.

- 1986 : destruction du portique du front de mer.

- 1987 : première édition d'Un violon sur le sable.

- 1988 : l'église Notre-Dame est classée au titre des monuments historiques.

- 1991 : inauguration du front de mer restauré.

- 1994 : première édition de la patinoire sur la plage.

- 1995 : création de la communauté de communes du Pays Royannais.

- 1997 : la ville remporte le grand prix national de fleurissement.

- 6 avril au 20 mai 1999 : réensablement de la plage de la Grande-Conche.

- 25 avril 1999 : un incendie criminel détruit la nuit le collège Henri-Dunant.

- 27 décembre 1999 : l'ouragan Martin produit des vents enregistrés à 194 km/h à Royan, provoquant de lourds dégâts sur la commune.

### XXIesiècle
- 2001 : mise en place d'une collecte des ordures ménagères par tri sélectif. L'ADSL arrive dans la commune.

- 12 novembre 2001 : création de la Communauté d'agglomération Royan Atlantique.

- 2002 : le marché central est classé au titre des monuments historiques. Ouverture du nouveau collège Henri-Dunant à l'ouest de la commune.

- 20 avril 2002 : mise en service du nouveau bac Royan - Le Verdon baptisé La Gironde.

- 2003 : inauguration de la nouvelle Façade de Verthamon à Pontaillac, mise en son et lumière l'été.

- 2004 : inauguration du nouveau musée de Royan. Le palais des congrès est classé au titre des monuments historiques.

- 18 avril 2005 : un tremblement de terre d'une magnitude de 4.7 est ressenti à Royan sans provoquer de dégâts.

- 14 septembre 2006 : inondation du quartier du Marché à la suite de fortes pluies.

- 2008 : la ville de Royan est choisie pour accueillir l'université d'été de l'UMP.

## Pour approfondir